# Keisuke
Keisuke (jap. けいすけ, ケイスケ) – męskie imię japońskie.

## Możliwa pisownia
Keisuke można zapisać, używając wielu różnych znaków kanji i może znaczyć m.in.:
- 恵介, „błogosławieństwo, pośredniczyć”
- 慶介, „rozradowanie, pośredniczyć”
- 圭介, „kwadratowy klejnot, pośredniczyć”
- 圭佑, „kwadratowy klejnot, ochrona”
- 京佑, „stolica, ochrona”
- 敬助, „pełen szacunku, wsparcie”

## Znane osoby
- Keisuke Honda (圭佑), japoński lewonożny piłkarz
- Keisuke Itagaki (恵介), japoński mangaka
- Keisuke Itō (圭介), japoński lekarz i biolog
- Keisuke Kinoshita (恵介), japoński reżyser filmowy
- Keisuke Kunimoto (京佑), japoński kierowca wyścigowy
- Keisuke Tsuboi (慶介), japoński piłkarz
- Keisuke Yamanami (敬助), japoński samuraj

## Fikcyjne postacie
- Keisuke Takahashi (啓介), bohater serii Initial D
- Keisuke (ケイスケ), bohater serii Togainu no chi
- Keisuke Ebihara (啓介), bohater serii anime Code-E
- Keisuke Jin (敬介), główny bohater serialu tokusatsu Kamen Rider X
- Keisuke Yamanami (敬助), bohater serii anime Hakuōki Shinsengumi Kitan